# Terminologiedatenbank
Eine Terminologiedatenbank ist eine spezielle Art von Datenbank, die der Verwaltung von Terminologie dient. Die Anwendungszwecke können von einfachen Wörterbüchern und Glossaren bis hin zu strukturierten Thesauri reichen.
Terminologiedatenbanken unterstützen sowohl redaktionelle Arbeiten als auch die Übersetzung. Sie helfen einheitliche, eindeutige und geprüfte Fach- und Unternehmens-Terminologie zu verwenden und „verbotene“ Terminologie zu vermeiden (z. B. Produktbezeichnungen fremder Hersteller).
Terminologiedatenbanken sind häufig Bestandteil von Translation-Memory-Systemen. Dort schlagen sie dem Benutzer während der Übersetzung die zielsprachliche Benennungen der verwendeten Begriffe vor. Verschiedene Systeme verfügen neben einer Desktop-Variante auch über eine Web-Komponente, um über Intranet oder Internet auf Terminologie zugreifen zu können.
Die Daten enthalten meist neben linguistischen Informationen (z. B. Wortart, Genus, Numerus) auch fachliche (z. B. Themengebiet) und Meta-Informationen (z. B. Quelle) sowie Kontextbeispiele. Wesentlich ist, dass die Daten eine hohe Strukturierung aufweisen und sich automatisch verarbeiten lassen.

## Austauschformate
Als herstellerübergreifendes Austauschformat entstand das SGML-basierte MARTIF (Machine-readable terminology interchange format) gemäß ISO 12200:1999-10. XML-basiert entstand das Format TermBase eXchange (TBX), das zur ISO-Norm ISO 30042:2008-12 erhoben wurde. Daneben unterstützen die meisten Terminologiedatenbanken weitere Datenformate wie CSV oder Microsoft Excel, um bestehende Terminologielisten in die Datenbank zu übernehmen oder Terminologie aus der Datenbank zur Verfügung zu stellen.

## Beispiele
- IATE (Inter-Active Terminology for Europe, ehemals Eurodicautom) – die Terminologiedatenbank für die Institutionen der Europäischen Union
- TERMDAT – die Terminologiedatenbank der Schweizer Bundesverwaltung
- International Electrotechnical Vocabulary (IEV) der International Electrotechnical Commission (IEC)
- kostenloses registrierungspflichtiges DIN Terminologie Portal (DIN-TERM) des Deutschen Institut für Normung (DIN)
- DIN-TERM online (DIN-TERM online) Benennungssuche des Deutschen Institut für Normung (DIN) (ohne Anmeldung)
- TermTerm ist ein Projekt zum Aufbau einer frei verfügbaren Terminologiedatenbank über Terminologie